# Sjamža
Sjamža (in russo Сямжа?) è un villaggio della Russia europea nell'oblast' di Volgograd. È il centro amministrativo del rajon Sjamženskij.
Si trova sulle rive del fiume Sjamžena, 116 km a nord-est di Vologda.